# Grove (Dorset)
Grove – osada w Anglii, w hrabstwie Dorset, na wyspie Portland. Leży 17 km od miasta Dorchester. W 2016 miejscowość liczyła 1034 mieszkańców.